# Vícemily
Vícemily (německy Wetzmühl) jsou malá vesnice, část obce Svatá Maří v okrese Prachatice v Jihočeském kraji. Nachází se asi 1,5 kilometru jihovýchodně od Svaté Maří. Prochází zde silnice II/145. Je zde evidováno 17 adres. V roce 2011 zde trvale žilo 24 obyvatel.
Vícemily leží v katastrálním území Trhonín o výměře 3,04 km².

## Historie
První písemná zmínka o vesnici pochází z roku 1543.

## Obyvatelstvo
| Rok            | 1869 | 1880 | 1890 | 1900 | 1910 | 1921 | 1930 | 1950 | 1961 | 1970 | 1980 | 1991 | 2001 | 2011 | 2021 |
| -------------- | ---- | ---- | ---- | ---- | ---- | ---- | ---- | ---- | ---- | ---- | ---- | ---- | ---- | ---- | ---- |
| Počet obyvatel | 87   | 72   | 55   | 84   | 89   | 80   | 81   | 44   | 47   | 32   | 17   | 24   | 20   | 24   | 44   |
| Počet domů     | 11   | 11   | 11   | 13   | 13   | 13   | 15   | 14   | 14   | 12   | 8    | 12   | 13   | 15   | 21   |

## Obecní správa
Při sčítání lidu v letech 1850–1955 Vícemily byly osadou obce Boubská, se kterým patřily nejprve do okresu Prachatice, ale v roce 1950 v okrese Vimperk. Od roku 1956 jsou částí obce Svatá Maří v okrese Prachatice.

## Pamětihodnosti
Ve vesnici se nachází kaple svatého Cyrila a Metoděje, která byla v roce 2019 rekonstruována, následně ji požehnal P. Vavřinec Skýpala.

## Fotogalerie

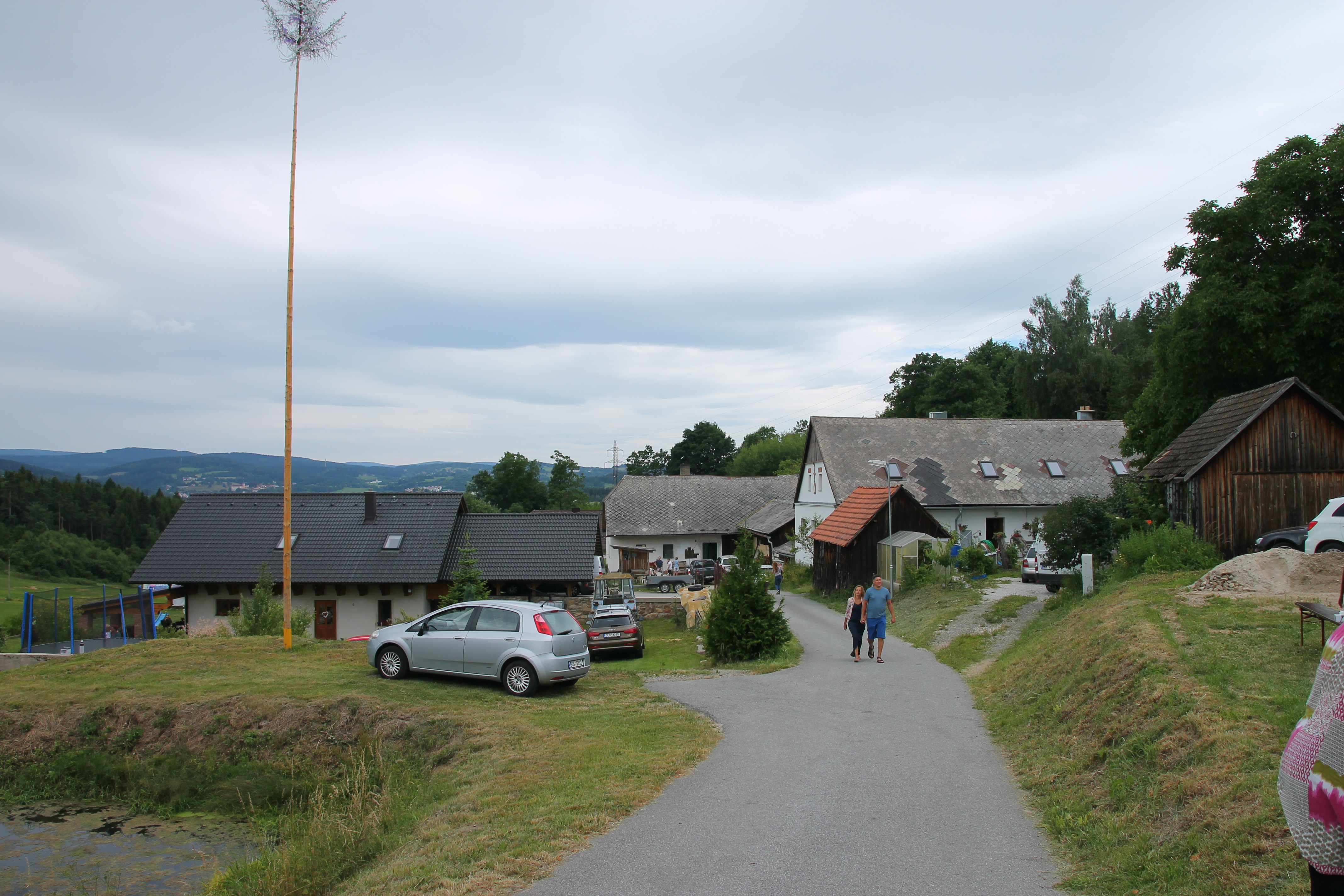
Chalupy ve Vícemilech
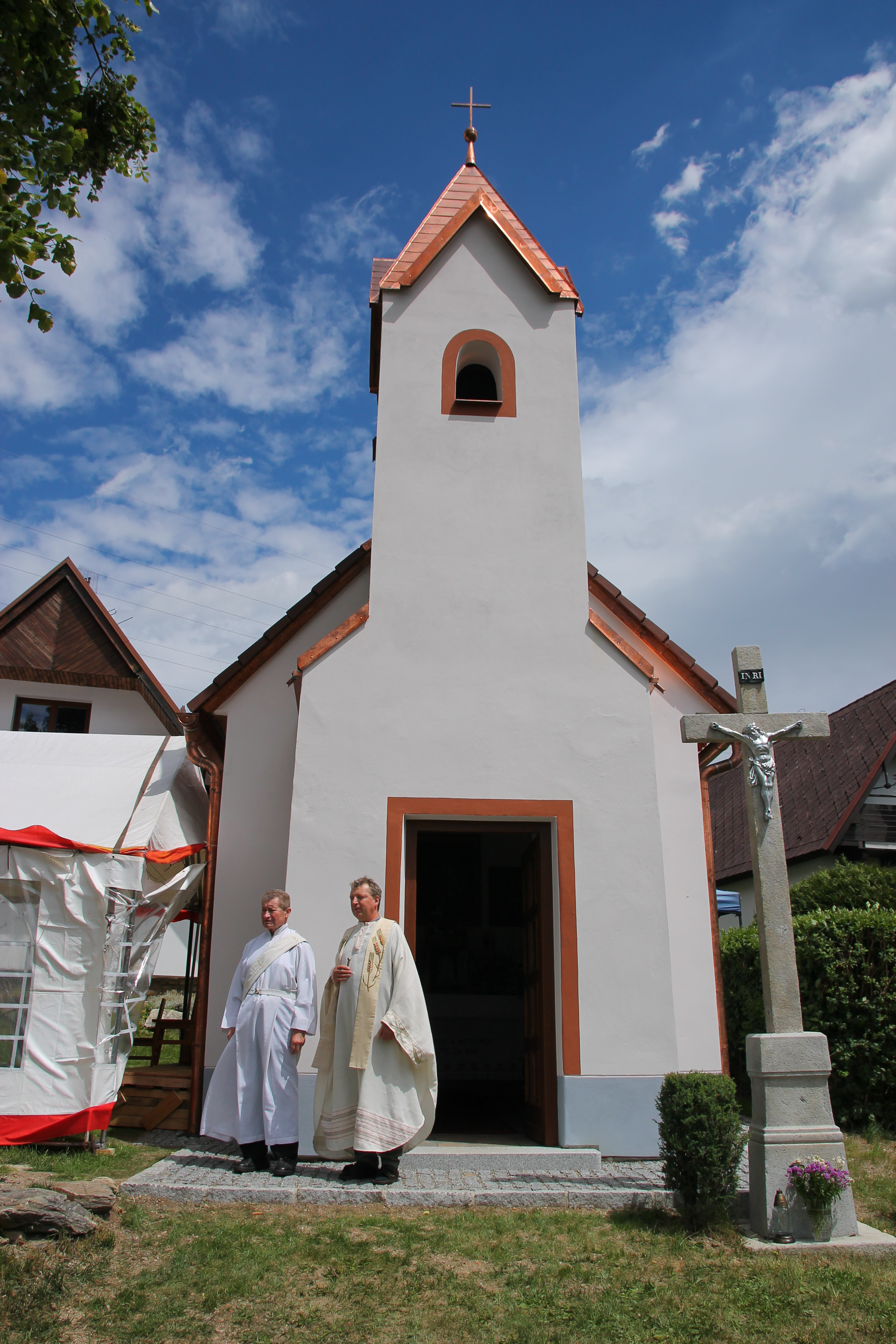
P. Vavřinec Skýpala a jáhen Jaroslav Filip během žehnání kaple
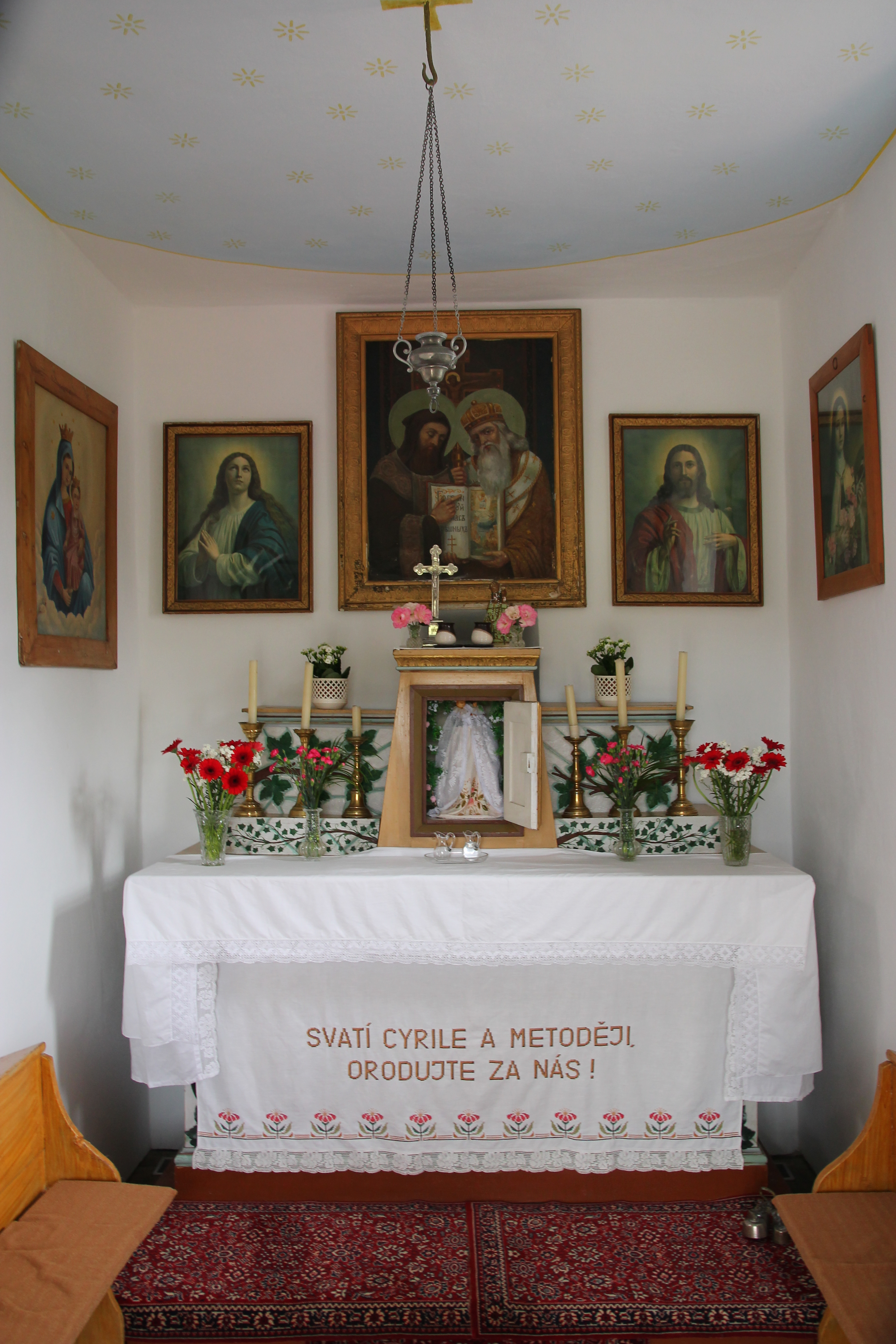
Interiér kaple